# Michael Becker Orgelbau
Die Firma Michael Becker Orgelbau, gegründet in Tremsbüttel-Sattenfelde, Kupfermühle, nun in Freiburg im Breisgau, ist eine Orgelbauwerkstatt, die sich seit ihren Anfängen der Tradition der Orgelreform im Sinne Albert Schweitzers und der Verwendung mechanischer Trakturen verbunden fühlt.

## Geschichte
Gegründet wurde die Firma 1955 von Klaus Becker (* 5. März 1924 in Baden-Baden; † 19. August 2009). Becker wurde von 1938 bis 1942 als Flugzeugingenieur ausgebildet und war von 1942 bis 1945 im Kriegsdienst und in Gefangenschaft. Von 1947 bis 1955 erlernte er den Orgelbau bei Rudolf von Beckerath Orgelbau. Becker machte sich im Jahr 1955 selbstständig und baute von Anfang an Orgeln in solider Holzbaukonstruktion mit mechanischer Spiel- und Registertraktur und Tonkanzellenladen in klassischer Bauweise. Die Firma war nicht nur in Norddeutschland erfolgreich, sondern exportierte auch in die skandinavischen Länder, die Niederlande, die USA und Kanada. Bis 1980 umfasste die Werkliste bereits 350 Orgelneubauten und Restaurierungen. Seine Schleifendichtungen Starup ließ Becker patentieren.
Der Sohn Michael Becker (* 30. Juli 1953 in Sattenfelde) lernte nach einer Musikausbildung im väterlichen Betrieb und schloss dort 1973 mit der Gesellenprüfung ab. Nach einer traditionellen fast zehnjährigen Wanderschaft mit Schwerpunkten in Hessen und Österreich machte er seine Meisterprüfung 1986. Im Jahre 1990 übernahm er verantwortlich die Führung der Firma unter seinem Namen und führte die Firmentradition fort. Nach dem Tod seines Vaters verlegte er 2010 den Firmensitz nach Freiburg im Breisgau.
Neben Neubauten, die nach den klassischen Orgelbauprinzipien errichtet wurden, ist das Unternehmen durch Restaurierungen historischer Orgeln hervorgetreten, so beispielsweise 1996 bis 1998 bei der Hartmann-Orgel in der Dorfkirche Meßdorf von 1744 oder der um 1780 gebauten Stumm-Orgel in Hasselbach.

## Werkliste (Auswahl)
| Jahr      | Ort                     | Gebäude                               | Bild | Manuale | Register | Bemerkungen |
| --------- | ----------------------- | ------------------------------------- | ---- | ------- | -------- | --- |
| 1955      | Hamburg-Bergedorf       | Gemeindehaus der Christengemeinschaft |      | I       | 3        | |
| 1958      | Reinbek bei Hamburg     | Katholische Herz-Jesu-Kirche          |      | II/P    | 9        | Preis: 14.105,– DM; abgebaut 1982 |
| 1959      | Hamburg-Bergedorf       | St. Marien                            |      | II/P    | 15       | |
| 1961      | Undeloh                 | St. Magdalenen                        |      | II/P    | 11       | 1989 durch Becker restauriert |
| 1965      | Weidenhausen            | Evangelische Kirche                   |      | II/P    | 18       | [ 6 ] |
| 1966      | Dormagen                | Maria vom Frieden                     |      | III/P   | 29       | |
| 1968      | Groß Grönau             | St. Willehad                          |      | II/P    | 18       | Neubau hinter Gehäuse von 1689 |
| 1968      | Lütjenburg              | St. Michaelis                         |      | III/P   | 29       | |
| 1969      | Hamburg-Altona-Altstadt | St.-Joseph-Kirche                     |      | III/P   | 33       | |
| 1969      | Rimbach (Odenwald)      | Evangelische Kirche Rimbach           |      | III/P   | 30       | |
| 1969      | Kleineichen (Rösrath)   | Kreuzkirche                           |      | II/P    | 10       | nach Umwidmung der Kirche 2013 umgesetzt in die Kapelle des Lukaskrankenhaus Neuss (Bild) → Orgel |
| 1970      | Kelkheim                | Stephanskirche                        |      | II/P    | 14       | [ 7 ] |
| 1970      | Hamburg-Eißendorf       | Ev. Apostelkirche                     |      | II/P    | 18       | |
| 1970      | Loose                   | Kapelle                               |      | I/P     | 6        | → Orgel nach Entwidmung der Kapelle 2024 nach Heimerdingen versetzt und erweitert → Orgel |
| 1971      | Oldenswort              | St. Pankratius                        |      | II/P    | 24       | hinter historischem Prospekt von 1592 (Rückpositiv) und 1862 (Hauptwerk) |
| 1972      | Ahrensburg              | St. Marien                            |      | II/P    | 17       | mit spanischen Trompeten, 2001 beim Gehäuseumbau entfernt |
| 1972      | Bosau                   | Petrikirche                           |      | II/P    | 16       | mit spanischen Trompeten |
| 1972      | Trappenkamp             | Friedenskirche                        |      | II/P    | 11       | → Orgel |
| 1973      | Ratzeburg               | St. Georg auf dem Berge               |      | II/P    | 25       | |
| 1974      | Lübeck                  | Kreuzkirche                           |      | II/P    | 14       | |
| 1974      | Gettorf                 | St. Jürgen                            |      | II/P    | 24       | hinter historischem Prospekt von Marcussen & Søn (1866) |
| 1974      | Berkenthin              | Maria-Magdalenen-Kirche               |      | II/P    | 13       | 2010 saniert |
| 1976      | Gelting                 | St. Katharinen                        |      | II/P    | 19       | hinter historischem Prospekt (1708/1794) |
| 1976      | Hagen-Berchum           | Evangelische Kirche                   |      | II/P    | 12       | Das Instrument hat einen historischen Prospekt („Spiegelprospekt“ mit hängenden Pfeifen) von 1732 und wurde im Eröffnungskonzert der ersten Tage Alter Musik in Herne präsentiert. → Orgel der Berchumer Kirche |
| um 1980   | Herborn                 | Kapelle des Theologischen Seminars    |      | II/P    | 11       | mit spanischem Regal, ursprünglich für die Kirchenmusikschule in Frankfurt/Main gebaut und dort vor 2004 durch Förster & Nicolaus umdisponiert, 2004 Umsetzung nach Herborn durch Orgelbauer Schäfer            |
| 1981      | Nebel                   | St.-Clemens-Kirche                    |      | II/P    | 18       | |
| 1981      | Travemünde              | St. Georg                             |      | II/P    | 11 (12)  | →Orgel |
| 1983      | Köln-Pesch              | St. Elisabeth                         |      | II/P    | 26       | mit Spanischen Trompeten |
| 1983      | Hürth                   | Martin-Luther-King-Kirche             |      | II/P    | 14       | mit Spanischen Trompeten |
| 1984      | Lübeck                  | Musikhochschule Lübeck                |      | II/P    | 15       | ursprünglich mitteltönige Stimmung, später nach Neidhardt |
| 1984–1985 | Hamburg-Altona-Altstadt | Theresienkirche                       |      | II/P    | 18       | |
| 1985      | Düsseldorf              | Herz Jesu Kirche                      |      | III/P   | 48       | Hauptorgel |
| 1985      | Ratzeburg               | Ratzeburger Dom                       |      | II/P    | 10       | Paradies-Orgel |
| 1988      | Hamburg-Langenhorn      | Kirche Heilige Familie                |      | II/P    | 22       | |
| 1990      | Flensburg               | Kath. Marienkirche                    |      | II/P    | 23       | |
| 1992      | Elze-Bennemühlen        | Ev. Kirche                            |      | II/P    | 16       | |
| 1993      | Neuss                   | Quirinus-Münster                      |      | II      | 8        | Positiv mit zweitem Manual für Regal 8′ |
| 1995      | Bargteheide             | St. Michael                           |      | II/P    | 18       | |
| 1995      | Twistringen             | St. Anna                              |      | III/P   | 42       | im Silbermann-Stil |
| 1996      | Stadthagen              | St. Joseph                            |      | II/P    | 28       | |
| 1997      | Rhode                   | Lutgeri-Kirche                        |      | I/P     | 10       | |
| 1997      | Salzhausen              | St. Johannis                          |      | II/P    | 18       | mit vier Zungenregister im Stil von Arp Schnitger |
| 1997–1998 | Schöningen              | St. Lorenz                            |      | II/P    | 37       | |
| 1998      | Hamburg-Neuallermöhe    | Edith-Stein-Kirche                    |      | II/P    | 16       | Gehäuse auf ovalem Grundriss |
| 1999      | Bielefeld-Gadderbaum    | St. Stephanus                         |      | II/P    | 19       | |
| 2000      | Oberwittighausen        | St. Ägidius                           |      | II/P    | 13       | |
| 2000      | Bad Segeberg            | Friedenskirche                        |      | II/P    | 17       | |
| 2001      | Mannheim                | Maria-Königin-Kirche                  |      | I/P     | 9        | |
| 2001      | Flensburg               | St. Marien Schmerzhafte Mutter        |      | II/P    | 23       | |
| 2003      | Hamburg-Lohbrügge       | Gnadenkirche                          |      | II/P    | 11       | rundes Gehäuse |
| 2004      | Bühl-Eisental           | St. Matthäus                          |      | II/P    | 18       | Mensuren teilweise nach Gebr. Stieffel, Rastatt |
| 2010–2011 | Stuttgart               | St. Konrad                            |      | II/P    | 27       | Erweiterungsumbau der Vleugels-Orgel (1969), bei dem die Manualladen und 17 Register übernommen wurden |